# 世界猶太人大會
世界猶太人大会（World Jewish Congress，WJC）是一個國際猶太人社區機構，於1936年 創建於瑞士日內瓦。現在該組織的總部設在紐約市。

## 外部連結
- World Jewish Congress （页面存档备份，存于）